# East Harlsey
East Harlsey – wieś w Anglii, w hrabstwie North Yorkshire, w dystrykcie (unitary authority) North Yorkshire. Leży 51 km na północ od miasta York i 330 km na północ od Londynu.